# Салвиниалес
Ред Салвиниалес (раније познат као Хидроптеридалес, укључујући бивше Марсилеалес) је ред папрати у класи Полиподиопсида .

## Опис
Салвиниалес је сав воден и разликује се од свих осталих папрати по томе што су хетеророспорни, што значи да стварају две различите врсте спора (мегаспоре и микроспоре) које се развијају у две различите врсте гаметофита (женски и мушки гаметофити), и по томе што су њихови гаметофити су ендоспорни, што значи да никада не расту изван спора спора и не могу постати веће од спора које су их произвеле. Свака од мегаспорангија производи јединствен мегаспоре. Будући да су хетероспорус са ендоспорним гаметофитима, они су сличнији семенским биљкама него другим папрати.
Плодни и стерилни листови су диморфни , попримају другачији облик, а листови носе анастомозирајуће вене. Аеренцхима је често присутан у корену, снимања, и петиолес (лист стабљика).
У папрати овог реда варирају радикално у форми један од другог и не гледај нарочито папрат налик. Врсте породице Салвиниацеае су натантне (плутајуће), док се оне из породице Марсилеацеае укоријене. Међутим, нативне врсте могу привремено расти на влажном блату за време слабе воде, а Марсилеацеае могу расти као новонастале врсте, зависно од врсте и локације.
Група има и најмање познатих генома од свих папрати. Један род, Азола , спада међу најбрже растуће биљке на земљи и изазвао је хлађење климе у догађају Азола пре око 50 милиона година. 
Познат је фосилни члан Марсилеалес, Хидроптерис (incertae sedis).

## Класификација
У молекуларној филогенетској класификацији Смитх и сар. у 2006, Салвиниалес је смештен у лептоспорангиа папрати, класа Полиподиопсида. Препознате су две породице, Марсилеацеае и Салвиниацеае. Линеарни низ Кристенхус (2011), који је био намијењен компатибилности са класификацијом Чеис анд Ревиал (2009). Линеарни низ Кристенхуз и др. (2011), намењен за компатибилност са класификацијом Чес и Ревиал (2009) која је све копнене биљке поставила у Екуисетопсида , рекламирала је Смитова Полиподиопсида као поткласу Полиподиидае и тамо поставила Салвиниалес. Околност налога и његових породица није измењена, и даје описе и постављање код Полиподиидае накнадно праћено у класификацијама Кристенхуз Чес (2014) и PPG I (2016).
Вероватни филогени односи између две породице и пет родова Салвиниалес приказани су на следећем дијаграму
|  | Марсилеа |
|  |          |

|  | Пилуларија   |
|  |              |
|  | Регнеллидиум |
|  |              |

|  | Марсилеа |
|  |          |

|  | Пилуларија   |
|  |              |
|  | Регнеллидиум |
|  |              |

|  | \| \| Азола \| \| \| \| \| \| Салвиниа \| \| \| \| |
|  |                                                    |
|  | Азола                                              |
|  |                                                    |
|  | Салвиниа                                           |
|  |                                                    |

|  | Азола    |
|  |          |
|  | Салвиниа |
|  |          |

|  | Марсилеа |
|  |          |

|  | Пилуларија   |
|  |              |
|  | Регнеллидиум |
|  |              |

|  | Марсилеа |
|  |          |

|  | Пилуларија   |
|  |              |
|  | Регнеллидиум |
|  |              |

|  | \| \| Азола \| \| \| \| \| \| Салвиниа \| \| \| \| |
|  |                                                    |
|  | Азола                                              |
|  |                                                    |
|  | Салвиниа                                           |
|  |                                                    |

|  | Азола    |
|  |          |
|  | Салвиниа |
|  |          |